# Veertig-Martelarenkathedraal

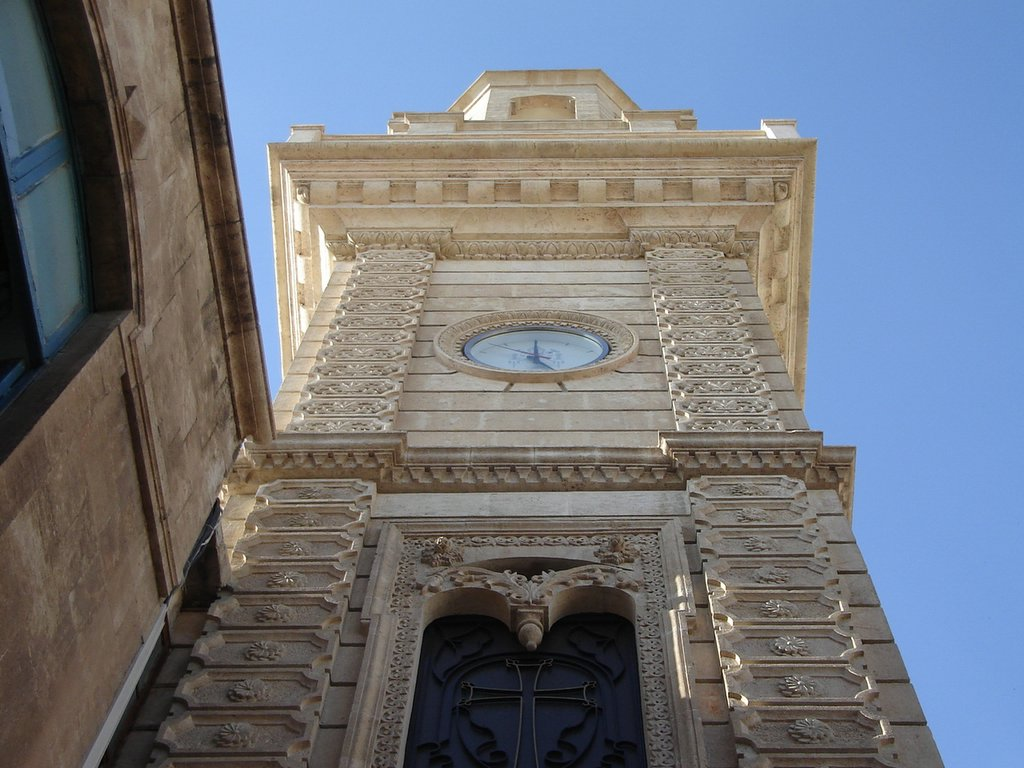
Belfort van de Veertig-Martelarenkathedraal van Aleppo.

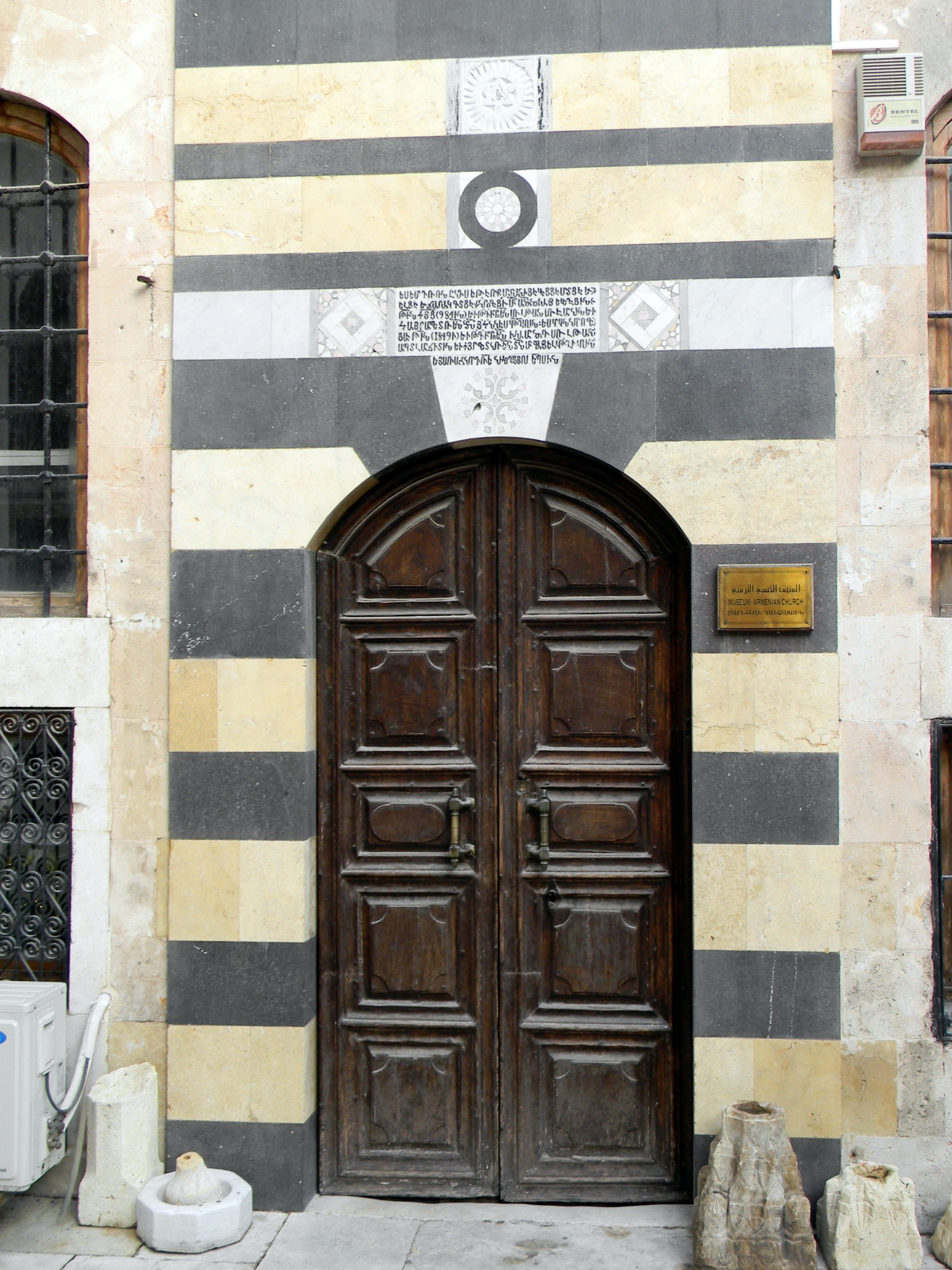
Schatkamer van de kathedraal

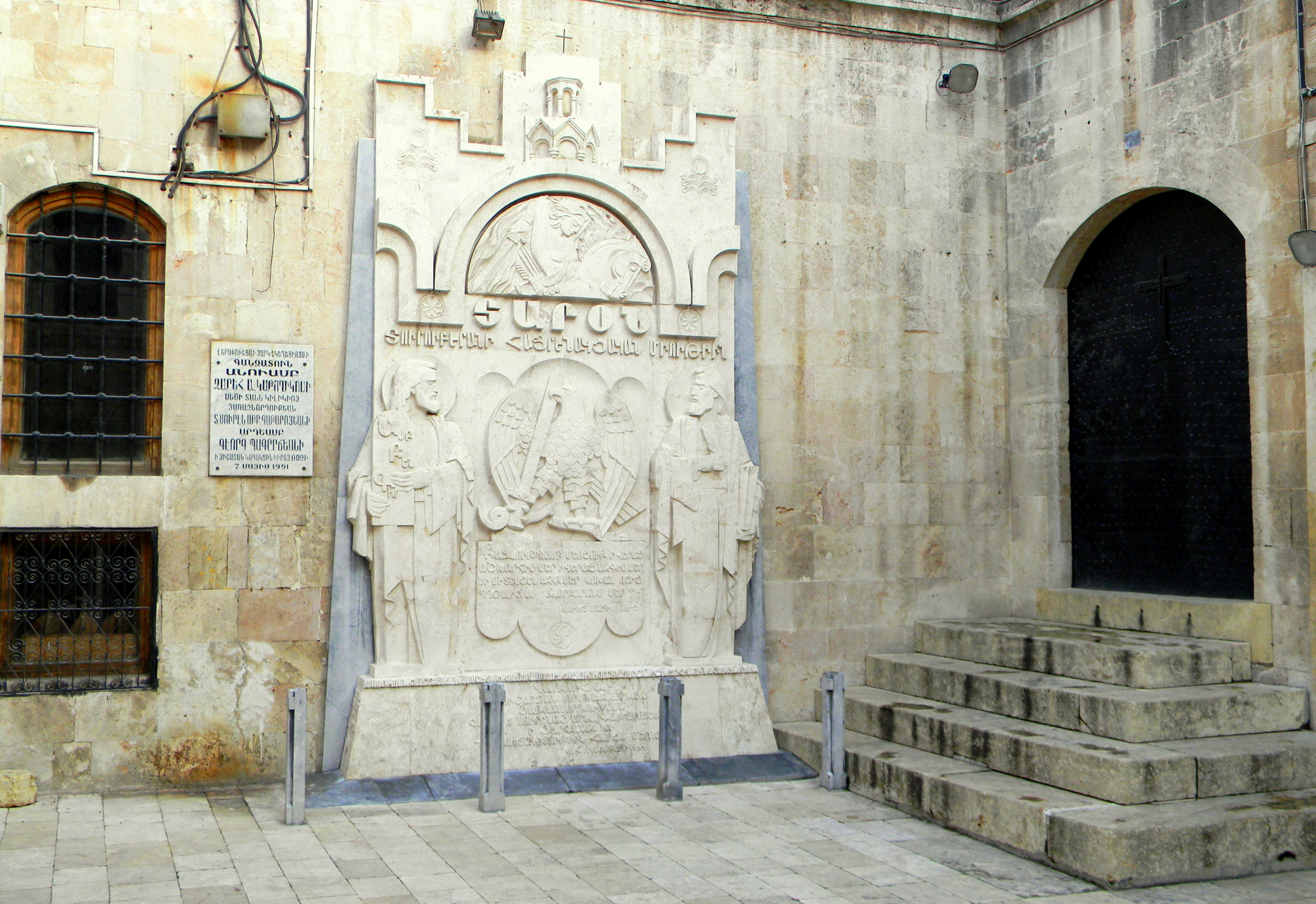
Gedenksteen van de Slag bij Manzikert (1071)

De Veertig-Martelarenkathedraal (15e eeuw) in Aleppo, Syrië, behoort toe aan de Armeens-Apostolische Kerk. De Armeense aartsbisschop van Aleppo heeft er zijn bisschopszetel. Deze is toegewijd aan de Veertig martelaren van Sebaste. 

## Historiek
De eerste Armeense christenen in Aleppo installeerden zich in de 5e eeuw toen de Perzen Armenië onder de voet liepen. Er ontstond in Aleppo een kapel voor de Armeense emigranten, en deze kapel stond naast hun kerkhof. Een tweede golf van emigranten kwam in de 8e eeuw en een derde golf in de 10e eeuw. Dit laatste was veroorzaakt door de invasie van Seldjoeken in Armenië.
In de 12e – 14e eeuw kwam de Armeense gemeenschap in Aleppo onder kerkelijk gezag van het Katholikonaat van Cilicië. Dit katholikonaat, een soort patriarchaat, ontwikkelde zich onder de vleugels van het koninkrijk Cilicisch-Armenië, wat een losse band gaf met het Katholikonaat van alle Armeense christenen.<ref(en) The Origin of the Armenian Church. History. the Armenian Church Catholicosate of Cilicia;  Antelias - Lebanon (2013). ></ref>
In de 15e eeuw verdween het kerkhof en kwam een kathedraal in de plaats van de kapel. In de 19e eeuw kwamen er nog meer Armeense migranten aan in Aleppo, alsook in andere steden van Syrië, ten gevolge van vervolgingen door het Ottomaanse Rijk. Een laatste migratiegolf was deze ten tijde van de Armeense Genocide. Toen Syrië een Frans mandaatgebied was (20e eeuw) kreeg de kathedraal een belfort, in een neobarokke stijl.
Tijdens de Slag om Aleppo (2012-2016) werden de belendende gebouwen van de kathedraal verwoest. De kathedraal zelf was beschadigd maar wordt nog gerestaureerd. Voor de Slag om Aleppo leefden er 30.000 à 40.000 Armeense christenen in Aleppo.

## Kerkschatten
- De kathedraal bezit een schatkamer waarin iconen bewaard worden.
- In de kathedraal bevinden zich een marmeren doopvont en een groot icoon dat het Laatste Oordeel voorstelt.
- Aan de buitenzijde staan twee gedenkstenen: één herdenkt de Armeense slachtoffers bij de Slag bij Manzikert (1071); het gaat om een nederlaag van de Byzantijnen en hun bondgenoten – waaronder de Armeniërs – tegen de Seltsjoeken.[4][5] De andere gedenksteen herdenkt de Armeense Genocide van 1915.